# Reds de la Ciudad de México
| Reds                                                                                      | Reds                                                                                       |
| Gegründet 2019 – Aufgelöst 2023 Spielten in Tlalpan, Mexiko-Stadt                         | Gegründet 2019 – Aufgelöst 2023 Spielten in Tlalpan, Mexiko-Stadt                          |
| ----------------------------------------------------------------------------------------- | ------------------------------------------------------------------------------------------ |
| \| \| \| \| \| \|                                                                         |                                                                                            |
| Teamfarben                                                                                | Rot Weiß Schwarz                                                                           |
| Liga                                                                                      |                                                                                            |
| - Fútbol Americano de México (2020–2022) - Liga de Fútbol Americano Profesional (2023)    |                                                                                            |
| Personal                                                                                  |                                                                                            |
| Besitzer                                                                                  | Grupo Xoy Capital                                                                          |
| Head Coach                                                                                | - Hugo Ibarra (2020) - Raúl Rivera                                                         |
| Teamgeschichte                                                                            |                                                                                            |
| Teamnamen                                                                                 | - Rojos de Lindavista (2020) - Rojos CDMX (2021–2022) - Reds de la Ciudad de México (2023) |
| Erfolge                                                                                   |                                                                                            |
| Meisterschaften (1) - Balón de Plata 2022                                                 |                                                                                            |
| Play-off-Teilnahmen (2) - FAM 2022 - LFA 2023                                             |                                                                                            |
| Stadien                                                                                   |                                                                                            |
| - Velódromo Olímpico Agustín Melgar (2020) - Estadio Jesús Martínez “Palillo” (2022–2023) |                                                                                            |
|                                                                                           |                                                                                            |
|                                                                                           |                                                                                            |

Reds de la Ciudad de México ist ein mexikanisches American-Football-Team aus Mexiko-Stadt (Ciudad de México, CDMX). Das 2019 als Rojos de Lindavista gegründete Team startete 2020 in der Fútbol Americano de México (FAM). Ab 2021 trat die Mannschaft als Rojos CDMX auf und gewann 2022 den Balón de Plata, die Meisterschaft der FAM. Zur Saison 2023 wechselte das Team in die Liga de Fútbol Americano Profesional (LFA), wo man als Reds antritt, der englischen Übersetzung des spanischen Worts Rojos (deutsch: Rote).

## Geschichte
Die Rojos de Lindavista wurden als Expansionsteam für die seit 2019 bestehende FAM gegründet. Der Namensbestandteil Lindavista bezog sich auf den Ortsteil gleichen Namens im Bezirk Gustavo A. Madero von Mexiko-Stadt.
Ihr erstes Spiel am 22. Februar 2020 gewannen die Rojos mit 15:12 bei den Marlins in San José del Cabo. Das erste Heimspiel eine Woche später gegen die Caudillos de Chihuahua im heimischen Velódromo Olímpico Agustín Melgar verlor das Team dagegen mit 0:21. Nach zwei weiteren Auswärtsniederlagen wurde die Saison wegen der Covid-19-Pandemie erst unter- und später abgebrochen.
Im Oktober 2020 stellten die Rojos den ehemaligen Nationalcoach Raúl Rivera als neuen Head Coach vor. Für die Saison 2021 wurde das Team in Rojos CDMX umbenannt. Die Saison wurde jedoch wegen der Pandemie abgesagt.
In der Saison 2022 trat der Besitzer der Rojos, Carlos Lazo, auch als Hauptsponsor der Liga auf, die daher als FAM-YOX firmierte. Die Heimspiele der Rojos wurden im Estadio Jesús Martínez “Palillo” ausgetragen. Die reguläre Saison beendete das Team mit sechs Siegen und zwei Niederlagen auf Platz 2 und qualifizierte sich damit fürs Halbfinale. Zum Ende der regulären Saison gaben Rojos und die LFA – die ältere Konkurrenzliga der FAM – bekannt, dass die Rojos ab 2023 als Reds LFA in der LFA spielen würden. In den FAM-Play-Offs zogen die Rojos mit 40:0 gegen die Marlins ins Finale, den Balón de Plata 2022 ein. Diesen gewannen die Rojos am 16. Juli 2022 mit 21:14 gegen die Parrilleros de Monterrey und wurden somit zweiter und letzter Meister der FAM. Die Liga gab am 30. September 2022 die Einstellung des Spielbetriebs bekannt.
In der Saison LFA landeten die Reds mit sechs Siegen bei vier Niederlagen auf Platz 4. In der Wild Card Runde schieden sie gegen die Fundidores aus. Im Januar 2024 gaben die Reds bekannt, aus finanziellen Gründen in der Saison 2024 zu pausieren.

## Spielzeiten
| Saison | Liga   | Head Coach  | Reguläre Saison | Reguläre Saison | Reguläre Saison | Reguläre Saison | Reguläre Saison | Reguläre Saison | Play-Offs                                                                        | Play-Offs                                                                        | Play-Offs                                                                        | Play-Offs                                                                        |
| Saison | Liga   | Head Coach  | Sp              | S               | N               | SQ              | P+              | P–              | S                                                                                | N                                                                                | P+                                                                               | P–                                                                               |
| ------ | ------ | ----------- | --------------- | --------------- | --------------- | --------------- | --------------- | --------------- | -------------------------------------------------------------------------------- | -------------------------------------------------------------------------------- | -------------------------------------------------------------------------------- | -------------------------------------------------------------------------------- |
| 2020   | FAM    | Hugo Ibarra | 4               | 1               | 3               | 0.250           | 015             | 124             | Saison abgebrochen                                                               | Saison abgebrochen                                                               | Saison abgebrochen                                                               | Saison abgebrochen                                                               |
| 2022   | FAM    | Raúl Rivera | 8               | 6               | 2               | 0.750           | 257             | 172             | Halbfinale: Sieg 40:0 gegen Marlins Balón de Plata: Sieg 21:14 gegen Parrilleros | Halbfinale: Sieg 40:0 gegen Marlins Balón de Plata: Sieg 21:14 gegen Parrilleros | Halbfinale: Sieg 40:0 gegen Marlins Balón de Plata: Sieg 21:14 gegen Parrilleros | Halbfinale: Sieg 40:0 gegen Marlins Balón de Plata: Sieg 21:14 gegen Parrilleros |
| 2023   | LFA    | Raúl Rivera | 10              | 6               | 4               | 0.600           | 259             | 189             | Wildcard Round: Niederlage 10:17 gegen Fundidores                                | Wildcard Round: Niederlage 10:17 gegen Fundidores                                | Wildcard Round: Niederlage 10:17 gegen Fundidores                                | Wildcard Round: Niederlage 10:17 gegen Fundidores                                |
| Gesamt | Gesamt | Gesamt      | 22              | 13              | 9               | 0.591           | 531             | 485             | Zwei Siege, eine Niederlage                                                      | Zwei Siege, eine Niederlage                                                      | Zwei Siege, eine Niederlage                                                      | Zwei Siege, eine Niederlage                                                      |